# Bodil Kaalund
Bodil Marie Kaalund-Jørgensen (* 8. November 1930 in Silkeborg; † 22. Dezember 2016 in Kongens Lyngby) war eine dänische Malerin, Textilkünstlerin und Autorin. Sie wurde vor allem für ihre Kunstwerke in dänischen Kirchen sowie für ihre Bibelillustrationen bekannt. Sie gilt zudem als bedeutende Förderin der grönländischen Kunstszene.

## Leben

### Jugend aus Ausbildung
Bodil Marie Kaalund-Jørgensen wurde 1930 in Silkeborg als Tochter des Malers Martin Kaalund-Jørgensen (1889–1952) und der Lehrerin Hilda Jenny Rasmussen (1896–1984) geboren. Durch ihren Vater interessierte sie sich schon früh für die Malerei. 1942 zog die Familie nach Lyngby, wo Bodil Kaalund für den Rest ihres Lebens lebte. 1946 entdeckte sie während eines Urlaubs die Arbeit von Edvard Munch und beschloss wie ihr Vater Malerin zu werden. Noch als Schülerin stellte sie 1948 in der Herbstausstellung von Den Frie Udstilling zwei Landschaftsbilder aus. 1949 verließ sie die Lyngby Statsskole mit der Hochschulreife und begann 1950 ein Studium an der Malerschule der Königlich Dänischen Akademie, wo sie von Kræsten Iversen unterrichtet wurde. Daneben besuchte sie auch zeitweise die Grafische Schule bei Holger J. Jensen und die Freskoschule bei Elof Risebye. Während ihrer Zeit an der Kunstakademie lernte sie den grönländischen Künstler und Schriftsteller Jens Rosing kennen. Infolgedessen entwickelte sie ein großes Interesse an der Kunst und Kultur Grönlands. Das Studium schloss sie 1954 ab.

### Ehe
Am 6. August 1950 heiratete sie in Raklev den Maler Nikolaj Nielsen (1923–2017), Sohn des Lehrers Aage Nielsen (1895–1987) und der Lehrerin Karen Marie Lauritzen (1890–?). Sie hatte ihn an der Akademie kennengelernt. 1960 wurde ihr Sohn Magnus Kaalund-Nielsen geboren. 1976 wurde die Ehe geschieden, nachdem beide bereits seit rund zehn Jahren getrennt lebten und Nikolaj Nielsen heiratete 1980 die Kunstweberin Else Thordur Hansen.

### Künstlerisches Wirken in Dänemark und Grönland
Bodil Kaalund war sehr religiös, was sich deutlich in ihrer Kunst widerspiegelt. Nach dem Ende ihrer Ausbildung war sie noch lange auf der Suche nach ihrem künstlerischen Fingerabdruck, stellte nebenher aber regelmäßig bei der Herbstausstellung aus. Sie reiste viel umher, darunter in Italien, Griechenland, der Türkei und schließlich Nordnorwegen, wo sich ihr Interesse für das Arktische verstärkte. 1966 durfte sie eine Einzelausstellung im Rahmen von Ung Dansk Kunst durchführen, wo ihr Bild Korsnedtagelsen für ihren Durchbruch sorgte.
1968 reiste sie nach Grönland, um die erste Ausstellung dänischer Kunst in Grönland zu arrangieren. Im folgenden Jahr arrangierte sie eine Ausstellung grönländischer Kunst in Dänemark im Louisiana Museum of Modern Art, was erstmals zur Anerkennung grönländischer Kunst in Dänemark führte. Gemeinsam mit Hans Lynge arbeitete sie von 1969 bis 1971 an der Gründung der Grafisk Værksted in Nuuk, die 1972 eröffnet wurde und heute Grønlands Kunstskole (Grönlands Kunstschule) heißt. 1979 veröffentlichte sie Grønlands Kunst (übersetzt als The Art of Greenland), das erste umfangreiche Werk dieser Art.

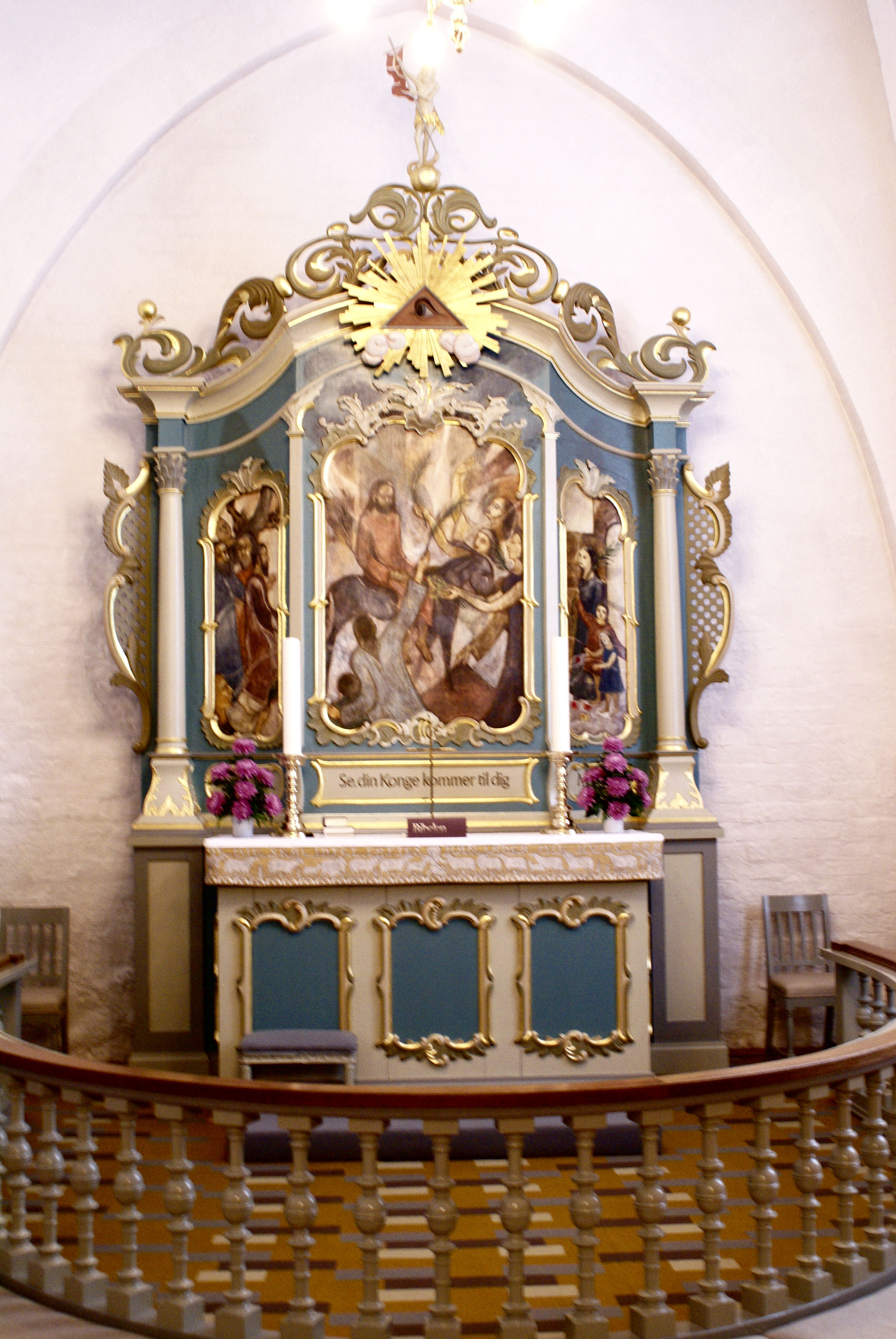
Altarbild in der Lemvig Kirke in Lemvig

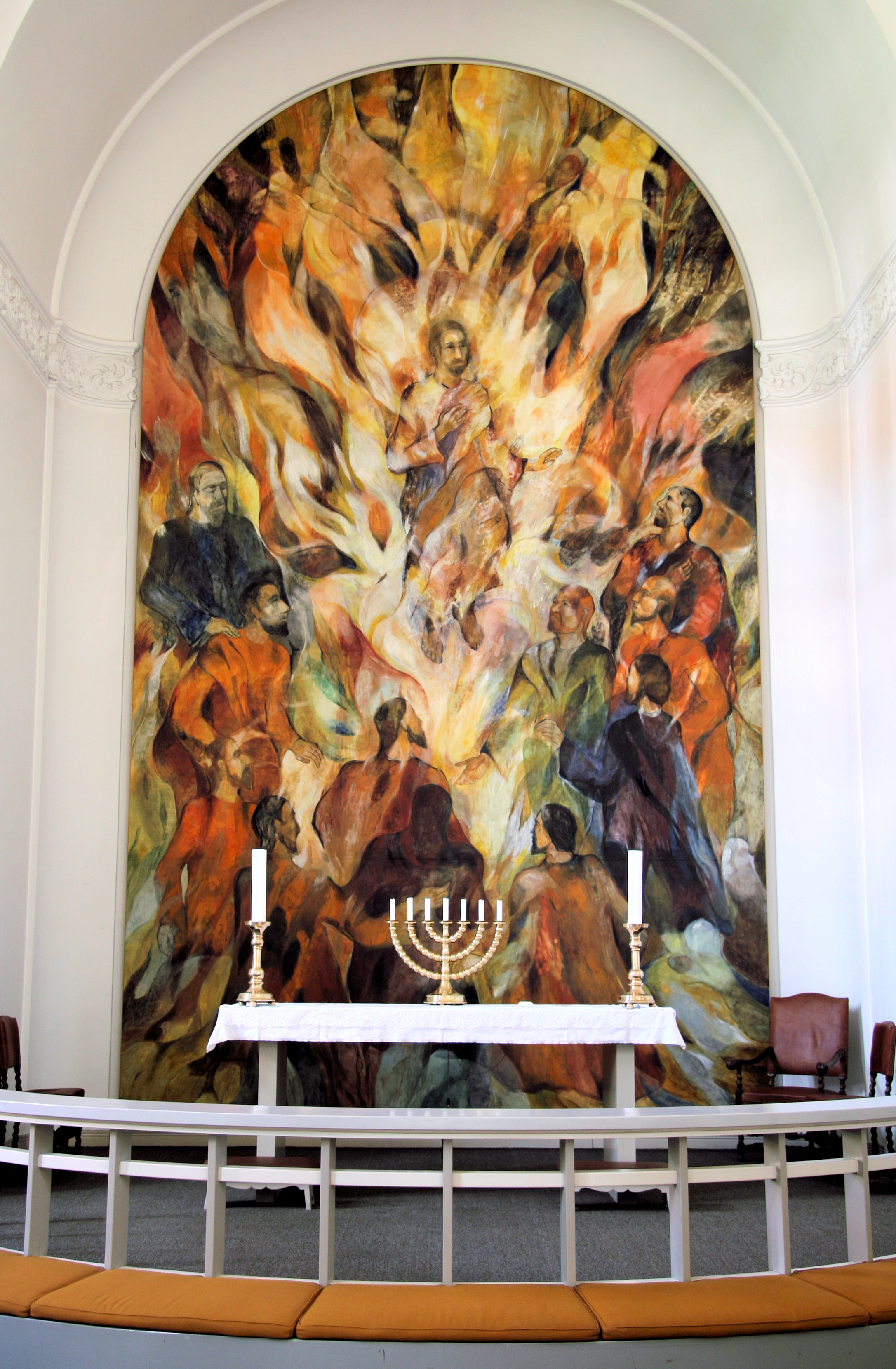
Altarbild in der Solbjerg Kirke in Frederiksberg

In den 1970er Jahren schuf sie als einer der ersten Frauen in Dänemark Kirchenkunst, wobei vor allem die Kirchen im Lemvig Sogn und im Solbjerg Sogn als bedeutendste Werke hervorstechen. 1984 begann sie die offizielle dänische Bibel zu illustrieren, die 1992 erschien. Im Rahmen dessen schuf sie 159 Aquarelle, aus denen 1994 das Museum für Religiöse Kunst in Lemvig gegründet wurde. 1985 illustrierte sie Thomas Kingos Kirchenlieder, was sie sich schon als 14-Jährige vorgenommen hatte. Außerdem schuf sie Bischofsroben und andere kirchliche Textilkunstwerke.
Ihre Kunst wurde in Dänemark, Grönland, den Färöern, Schweden, Lettland, Deutschland und Rumänien ausgestellt.

### Tätigkeiten
Ab den 1970er Jahren war sie in einer Vielzahl von künstlerischen Organisationen tätig. Von 1972 bis 1996 war sie Mitglied der Akademie für die Schönen Künste und saß von 1975 bis 1977 und von 1978 bis 1980 im Akademierat, wobei sie Vorsitzende der Malerabteilung war sowie Vizepräsidentin des Akademierats in den letzten drei Jahren. Von 1977 bis 1983 war sie Vorsitzende der dänischen Abteilung der International Association of Art und von 1979 1982 Vorsitzende des Nordischen Kunstverbands. Von 1978 bis 1981 war sie Mitglied im Rat des Nordischen Kunstzentrums, ab 1969 Vorstandsmitglied der Dänisch-Grönländischen Kulturstiftung, davon von 1997 bis 2002 als Vorsitzende, von 1981 bis 1984 in der Gesellschaft für Kirchliche Kunst. Von 1982 bis 1998 war sie Kunstberaterin der Gemeinde Nuuk und sie war Stiftungsratsmitglied für die Gründung der Grönländischen Nationalgalerie.
Bodil Kaalund starb am 22. Dezember 2016 im Alter von 86 Jahren in Kongens Lyngby, wo sie auch begraben wurde.

## Auszeichnungen
- 1970: Sir Harman Booths Mindelegat[7]
- 1984: Christen Købkes Legat[7]
- 1988–1991: Statens Kunstfonds Legat[3]
- 1993: Kulturpreis der Lyngby-Taarbæk Kommune[7]
- 1994: Ole Haslunds Kunstnerfonds Legat[7]
- 2000: Grönländischer Kulturpreis[7]
- 2001: Kristian Zahrtmanns Mindefonds Hæderslegat[7]
- 2002: N. L. Høyen Medaljen[7]
- 2005: Ehrenbürgerin in Lemvig[7]
- 2005: Ritterin des Dannebrogordens[1]
- 2006: Nersornaat in Silber[9]

## Werke

### Bücher
Quelle:
- 1976: New York
- 1979: Grønlands Kunst
  - 1983: The Art of Greenland
  - Neuauflage 1990
  - Neuauflage 2011
- 1981: Øje og Hånd
- 1997: Aron fra Kangeq
- 1997: Lysets maler
  - 1997: Qaamarnup qalipaasua

### Buchillustrationen
Quelle:
- 1982: Op! Al den ting som Gud har gjort
- 1984: Som dend Gyldne Sool frembryder
- 1992: Bibelen
- 1994: I Begyndelsen
- 1997: Dejlig er Jorden
- 2000: Kaalunds Kirker
- 2001: Den Røde Tråd
- 2001: L'art du Groenland
- 2005: Krop og Ånd
- 2006: Hans Lynge

### Kirchenkunst
Quelle:
- 1977: Over Hadsten Kirke, Hadsten Sogn
- 1977–1981: Lemvig Sogn
- 1981: Føvling Sogn (Horsens Kommune)
- 1983: Hørning Sogn (Skanderborg Kommune)
- 1983: Fredens Sogn (Aarhus Kommune)
- 1984: Solbjerg Sogn (Frederiksberg Kommune)
- 1987: Strandmarks Sogn
- 1988: Odby Sogn
- 1992: Bøvling Sogn
- 1993: Allerslev Sogn (Vordingborg Kommune)
- 1995: Nexø Sogn
- 1998: Nørre Felding Sogn
- 1999: Mariakapellet, Bliksvær (Norwegen)
- 2000: Kolt Sogn
- 2002: Stenkyrka, Tjørn (Schweden)
- 2004: Fousing Sogn
- 2010: Kirche, Kollmar (Deutschland)